# Ha Yung-won
Dans ce nom coréen, le nom de famille, Ha, précède le nom personnel.
Ha Yung-won, né le 20 avril 1942, est un footballeur international nord-coréen, évoluant au poste de défenseur.

## Carrière
Ha est sélectionné par Myung Rye-hyun pour participer à la coupe du monde 1966. Lors de cette compétition, il ne joue que les deux derniers matchs de la Corée du Nord, à savoir face à l'Italie et le quart de finale perdu contre le Portugal.